# Pyrinia pervisata
Pyrinia pervisata är en fjärilsart som beskrevs av Achille Guenée 1858. Pyrinia pervisata ingår i släktet Pyrinia och familjen mätare. Inga underarter finns listade.